# Cemetery Hill

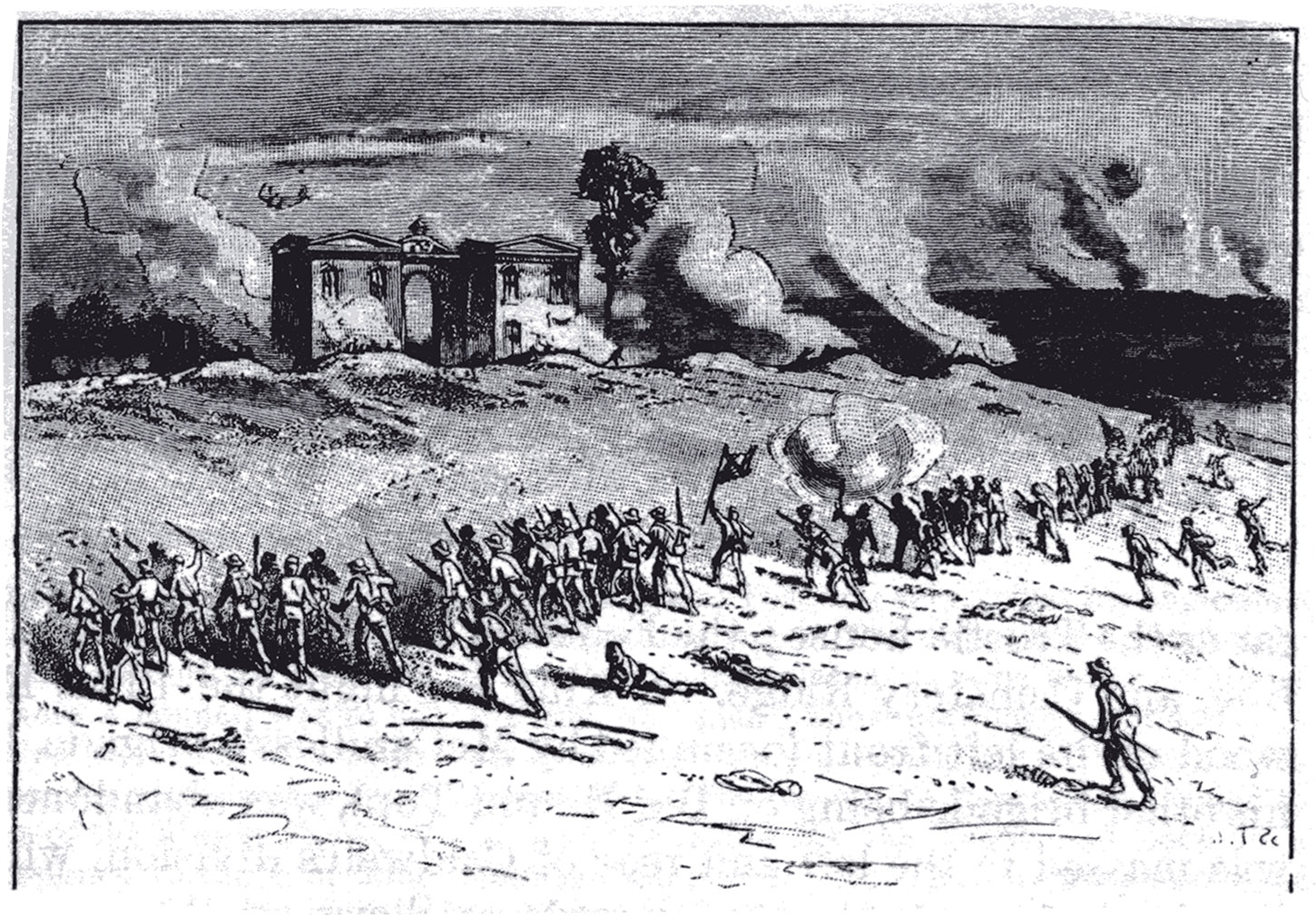
O ataque de Jubal Early a leste de Cemetery Hill, 2 de julho de 1863 (gravura da The Century Magazine).

Cemetery Hill (em português:  Colina do Cemitério) é um terreno de importância histórica em Gettysburg, na Pensilvânia, localizado no extremo norte de Cemetery Ridge. Teve papel de destaque em todos os três dias da batalha de Gettysburg, 1-3 de julho de 1863.

## História
Durante a batalha, Cemetery Hill foi uma parte crítica da linha de defesa do Exército da União, a parte curva do que é descrito como o "anzol". A colina tinha três características importantes. Primeira, o seu declive suave fazia dela um excelente terreno de defesa contra as táticas de infantaria da época. Segunda, era uma espetacular plataforma de artilharia com bons campos de fogo (ao contrário da vizinha Culp's Hill, que era densamente arborizada), dominando amplos espaços da cidade e de outras partes do campo de batalha. Terceira, e a mais importante, era um ponto de concentração para as três estradas principais que levavam ao sul: Emmitsburg Road, Taneytown Road, e a Baltimore Pike. Estas estradas eram fundamentais para manter o Exército da União abastecido e bloquear qualquer avanço confederado na direção de Baltimore ou Washington, D.C.
Antes da batalha, Cemetery Hill (originalmente chamada de Raffensperger's Hill, em homenagem ao fazendeiro Peter Raffensperger, que possuía mais de 24.000 m² da encosta oriental) era o local do Evergreen Cemetery, um cemitério civil criado em 1854. Foi posteriormente anexado ao cemitério adjacente de Gettysburg National Cemetery, que foi consagrado pelo Discurso de Gettysburg de Abraham Lincoln.

## Descrição física

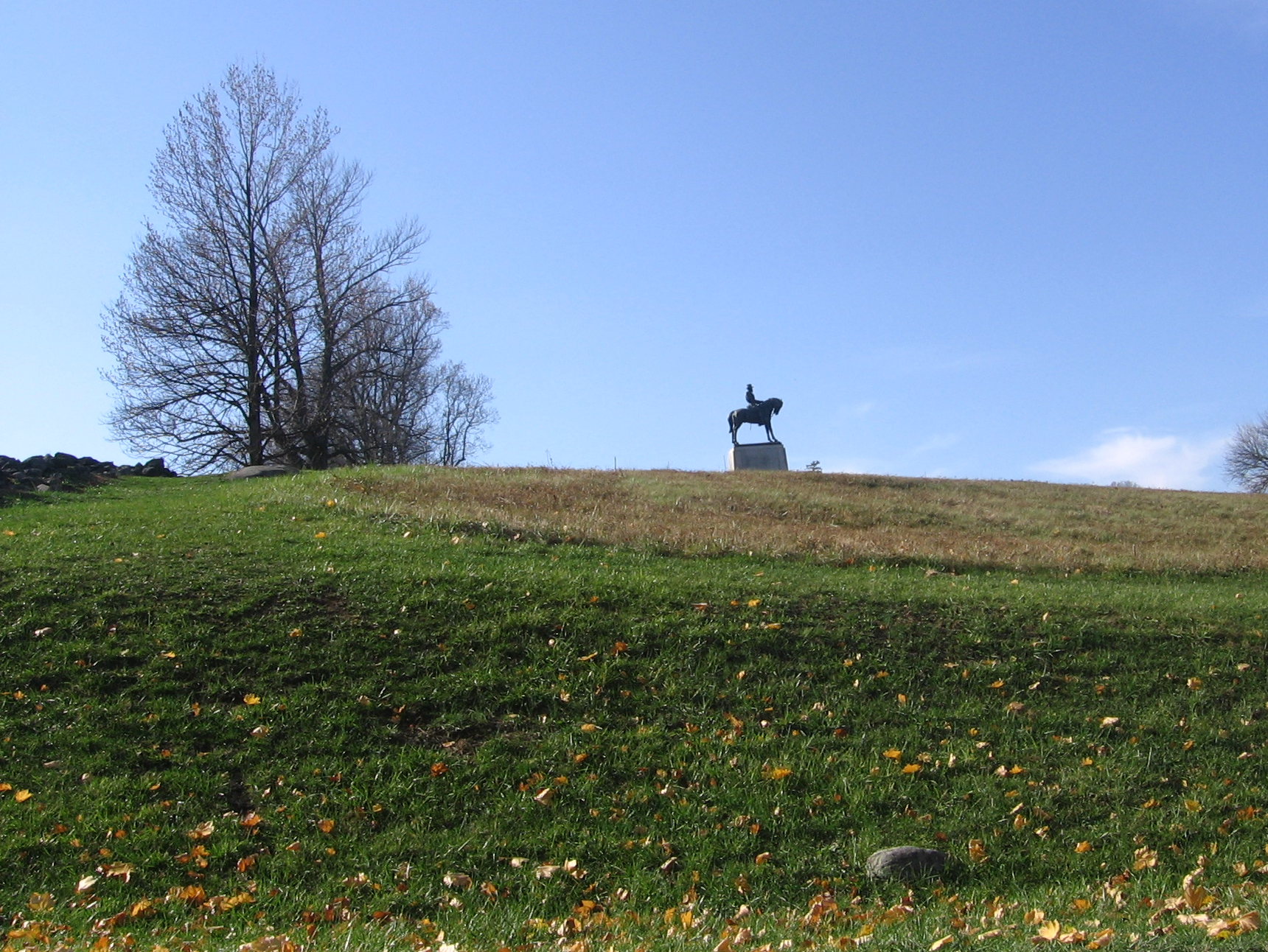
Cemetery Hill, com a estátua do general Howard no topo.

Cemetery Hill tem vista para o centro da cidade de Gettysburg a partir do sul, a 153 metros acima do nível do mar, 24 metros acima do centro da cidade, cerca de 30 metros acima de Winebrenner's Run que está em sua base. Seu cume se estende na direção sudoeste-nordeste por cerca de 640 metros. A sela rasa no cume, a aproximadamente 140 metros da sua inclinação nordeste, é o ponto onde o Baltimore Pike atravessa a colina e separa Cemetery Hill Oriental do restante. As encostas ao norte e oeste elevam-se gradualmente; em Cemetery Hill Oriental, a elevação é mais íngreme.

## Batalha de Gettysburg

### Primeiro dia
Na semana anterior à batalha de Gettysburg, Cemetery Hill havia sido ocupada pela cavalaria confederada sob o comando do tenente-coronel Elijah V. White em 26-27 de junho, que capturou vários cavalos escondidos no local pelos cidadãos locais. Após sua partida para o condado de York, Pensilvânia, a colina permaneceu essencialmente livre das forças militares até a chegada do Exército do Potomac.
Em 1 de julho, o major-general Oliver O. Howard deixou a infantaria e a artilharia protegendo a colina, no caso do exército precisar recuar de suas posições ao norte e oeste de Gettysburg. Cemetery Hill se tornou o ponto de encontro para as tropas da União do I Corpo de exército e do XI Corpo de exército que foram derrotados pelos ataques confederados. Uma das grandes controvérsias da batalha foi o fracasso do tenente-general Richard Stoddert Ewell, e de seu subordinado, o brigadeiro-general William "Extra Billy" Smith, em atacar e capturar Cemetery Hill. Smith pensou que as tropas da União estavam se aproximando do leste, o que levou Early a atrasar seu ataque sobre a colina para se defender contra a suposta ameaça. Verificou-se mais tarde se tratar de movimento pouco significativo das tropas da União vindo do leste, e Smith foi o único brigadeiro-general a não ser elogiado por Early após o término da batalha.

### Segundo dia

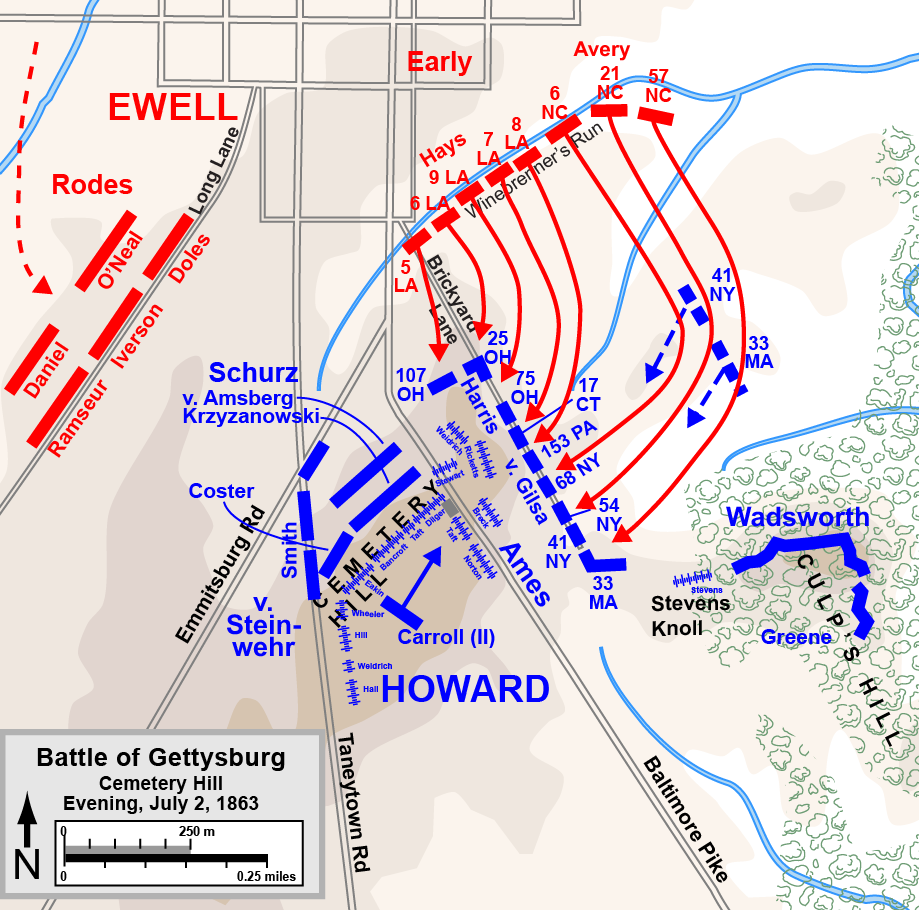
O ataque de Early a Cemetery Hill Oriental
Confederados
União

Em 2 de julho, o general confederado Robert Edward Lee ordenou ataques às duas extremidades da linha defensiva da União. O tenente-general James Longstreet atacou, com seu Primeiro Corpo de exército, a esquerda da União (Little Round Top, Devil's Den, Wheatfield). Ao tenente-general Richard Stoddert Ewell e ao Segundo Corpo de exército foram atribuídos a missão de lançar um ataque simultâneo contra a extrema direita da União, um ataque menor, que tinha a intenção de distrair e imobilizar os defensores da União contra Longstreet. Ewell deveria explorar qualquer sucesso alcançado em seu assalto, seguindo-se com um ataque em grande escala a seu critério.
Ewell começou seu ataque às quatro horas da tarde depois de ouvir o som dos canhões de Longstreet ao sul. Por três horas, ele optou por limitar o seu ataque de uma barragem de artilharia a partir de Benner's Hill, cerca de 1.600 metros a nordeste. Embora os defensores da União em Cemetery Hill sofressem alguns danos causados por este fogo de artilharia, eles revidaram a contrabateria com uma vingança. Cemetery Hill tem uma altura superior a quinze metros em relação a Benner's Hill, e para a ciência da geometria de artilharia isto significa que os artilheiros da União tinham uma vantagem decisiva. As quatro baterias de Ewell foram forçadas a se retirarem com pesadas perdas, e seu melhor artilheiro, Joseph W. Latimer de 19 anos de idade, o "Boy Major", foi morto.
Por volta das sete horas da noite, assim que os ataques confederados à esquerda e centro da defesa da União foram esmorecendo, Ewell optou por iniciar seu principal ataque de infantaria. Enviou três brigadas da divisão do major-general Edward "Allegheny" Johnson atravessarem o Rock Creek e subirem a encosta oriental de Culp's Hill em direção à linha de parapeitos protegidos pela brigada do XII Corpo de exército do brigadeiro-general George S. Greene. Os homens de Greene barraram o ataque confederado durante horas, a um custo sangrento para os dois lados.
Não muito tempo depois do ataque a Culp's Hill ter iniciado, no anoitecer, por volta das 19:30 horas, Ewell enviou duas brigadas da divisão de Jubal Early contra Cemetery Hill Oriental a partir do leste, e alertou a divisão do major-general Robert E. Rodes para preparar um ataque contra Cemetery Hill a partir do noroeste. As duas brigadas da divisão de Early eram comandadas pelo brigadeiro-general Harry T. Hays: a sua própria brigada dos Tigres da Louisiana e a brigada de Hoke, esta última comandada pelo coronel Isaac E. Avery. Elas se posicionaram ao longo de uma linha paralela a Winebrenner's Run, um afluente estreito do Rock Creek a sudeste da cidade. Hays comandou cinco regimentos da Louisiana, que, juntos, somavam apenas cerca de 1.200 homens. Avery tinha três regimentos da Carolina do Norte, totalizando 900 homens. A brigada do brigadeiro-general John Brown Gordon ficou no apoio a Hays e Avery, mas não participou dos combates.

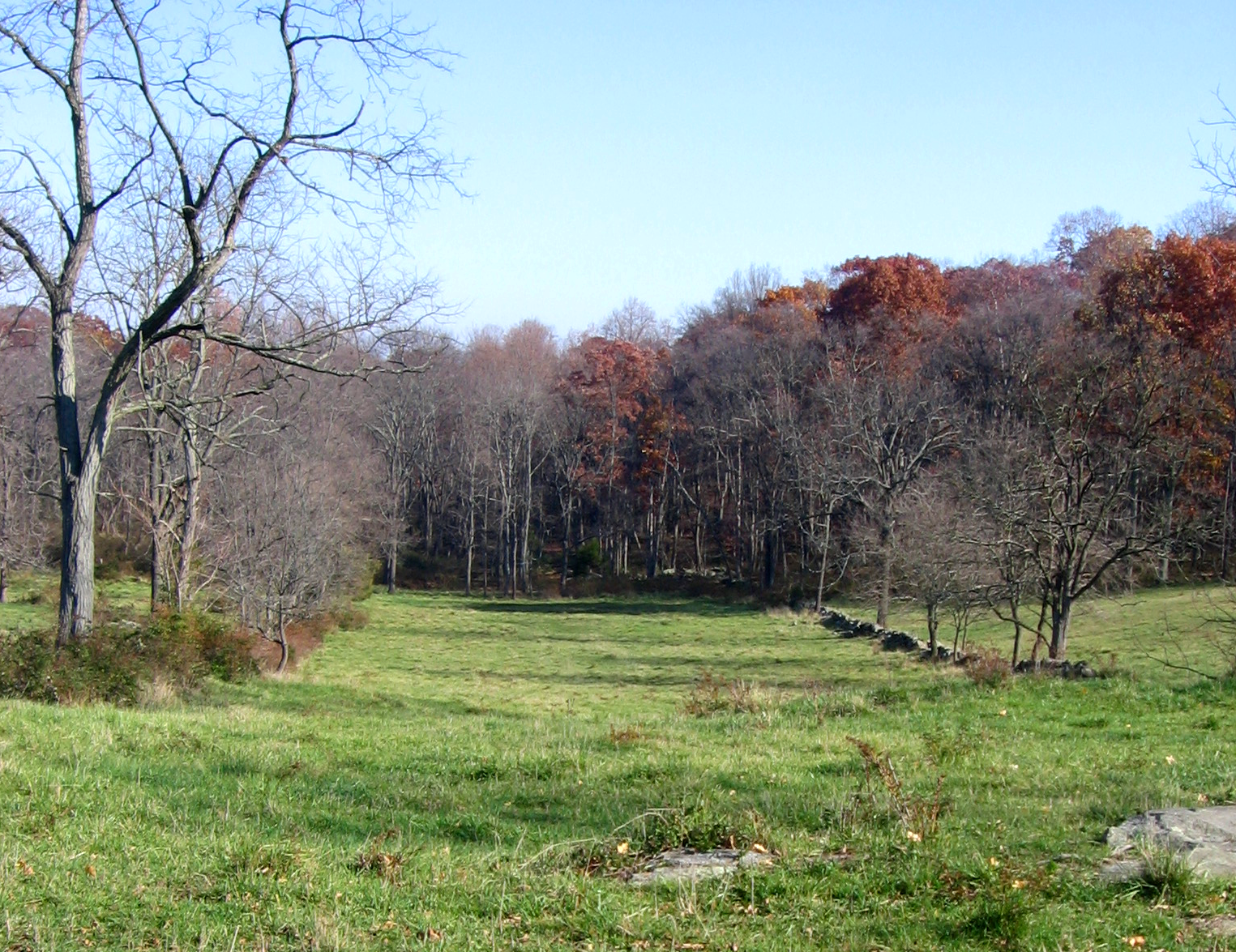
Winebrenner's Lane

Defendendo Cemetery Hill Oriental estavam as duas brigadas (coronéis Andrew L. Harris e Leopold von Gilsa) da divisão de Francis C. Barlow (agora comandada pelo brigadeiro-general Adelbert Ames) do XI Corpo de exército. Ambas tinham participado da ação pesada de 1 de julho e  consistiam, respectivamente, de 650 e 500 homens. Os homens de Harris estavam posicionados atrás de um muro baixo de pedras na extremidade norte da colina e envoltos Brickyard pela Brickyard Lane na base da colina. (Brickyard Lane era também conhecida na época por Winebrenner's Lane e hoje é chamada de Wainwright Avenue.) A brigada de von Gilsa estava espalhada ao longo da alameda, bem como sobre a colina. Dois regimentos, o 41º de Nova Iorque e o 33º de Massachusetts, estavam posicionados em Culp's Meadow, além da Brickyard Lane na expectativa de um ataque pela divisão de Johnson. Mais a oeste, na colina, estavam as divisões dos majores-generais Adolph von Steinwehr e Carl Schurz. O coronel Charles S. Wainwright, nominalmente do I Corpo de exército, comandava as baterias de artilharia na colina e em Steven's Knoll. A inclinação relativamente acentuada de Cemetery Hill Oriental tornava difícil o fogo de artilharia direto contra a infantaria, porque os canos dos canhões não podiam ser suficientemente preenchidos com pólvora, mas eles fizeram o seu melhor com metralhas.
O ataque confederado começou com um grito dos rebeldes ("Rebel yell") contra os regimentos do Ohio no muro de pedras. Um pouco antes, Ames tinha movimentado o 17º de Connecticut seu lugar no lado esquerdo da linha para uma posição no centro. Isso deixou uma lacuna, que os louisianos de Hays exploraram, e saltaram sobre o muro de pedras. Outras tropas exploraram outros pontos fracos na linha de defesa, e logo alguns dos confederados alcançaram as baterias no topo da colina, enquanto outros lutavam na escuridão com os quatro regimentos restante da União na linha atrás do muro de pedras. No alto da colina, os artilheiros da bateria de Nova Iorque, do capitão Michael Wiedrich e da bateria da Pensilvânia, do capitão R. Bruce Ricketts envolveram-se num combate corpo-a-corpo com os invasores. O major Samuel Tate, do 6º da Carolina do Norte escreveu depois:

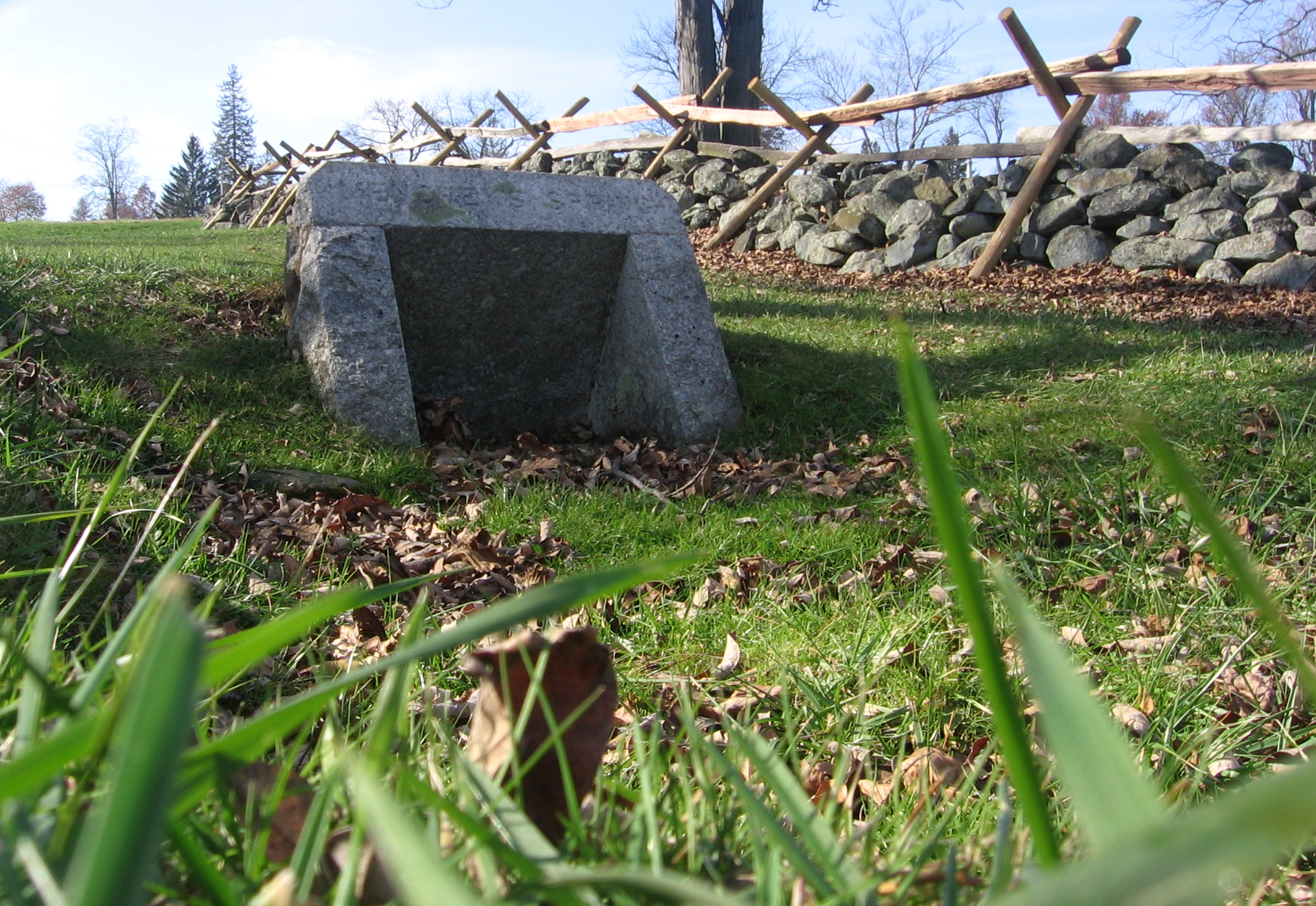
Menchey's Spring, onde muitos soldados do 54º de Nova Iorque foram baleados por um atirador confederado.

Os generais Howard e Schurz ouviram a agitação e o barulho dos 58º e 119º de Nova Iorque, da brigada do coronel Włodzimierz Krzyżanowski vindos do oeste de Cemetery Hill para o auxílio da bateria de Wiedrich. As linhas de defesa de Howard estavam ficando finas, então ele pediu ajuda do major-general Winfield S. Hancock do II Corpo de exército. Hancock ordenou que uma de suas brigadas, sob o comando do coronel Samuel S. Carroll, sair apressadamente de Cemetery Ridge e auxiliar os defensores. Eles chegaram em pouco tempo, avançando através da escuridão do cemitério, no momento em que o ataque confederado estava começando a enfraquecer. Os homens de Carroll garantiram a segurança da bateria de Ricketts e expulsaram os soldados da Carolina do Norte, colina abaixo. Em relação à bateria de Wiedrich, Krzyżanowski comandou seus homens na expulsão dos atacantes da Louisiana colina abaixo até atingirem a base e "despejou" o fogo dos canhões de Wiedrich sobre os confederados em retirada.
A defesa de Cemetery Hill Oriental teria sido muito mais difícil se o ataque global tivesse sido melhor coordenado. À noroeste, a divisão do major-general Robert Rodes só ficou pronta para atacar, já quase no fim da luta de Early. Ela tinha marchado em fila do oeste da cidade, através dos campos ao longo de caminhos lamacentos, onde é hoje Long Lane, e parado depois de avançar uma distância curta na escuridão. O brigadeiro-general Stephen Dodson Ramseur, o comandante da brigada, viu a futilidade de um ataque noturno contra duas linhas de tropas da União por trás dos muros de pedras, apoiados por artilharia forte. O relatório de Rodes depois da batalha expressou também preocupação com a falta de cooperação da divisão adjacente no flanco esquerdo de A. P. Hill. O major-general William Dorsey Pender foi ferido por uma bala de canhão naquela tarde e o brigadeiro-general James H. Lane estava no comando da divisão de Pender. Ewell enviou um oficial para falar com Lane, que explicou que suas ordens eram para atacar se uma "oportunidade favorável se apresentasse". Quando Ewell informou Lane que seu ataque estava começando e solicitou cooperação, Lane não deu resposta.
As perdas em ambos os lados foram severas; entre as vítimas estava o coronel Avery, que foi atingido no pescoço por uma bala de mosquete, derrubando-o de seu cavalo, onde foi encontrado após a luta por vários de seus soldados e o major Tate do 6º da Carolina do Norte. Incapaz de falar em decorrência de sua ferida mortal, Avery rabiscou um bilhete simples para Tate: "Major, diga a meu pai que eu morri com meu rosto voltado para o inimigo. I. E. Avery". Morreu no dia seguinte.

### Terceiro dia
Em 3 de julho, não houve ataque explícito em Cemetery Hill; os ataques primários confederados foram em Culp's Hill e na parte inferior de Cemetery Ridge. A artilharia da União manteve o fogo defensivo contra a Pickett's Charge a partir da colina, e basicamente trocou fogo antipessoal. Porém, alguns historiadores afirmam que o objetivo final de Robert Edward Lee para os ataques por Longstreet em 2 e 3 de julho (Pickett's Charge) foi o de tomar Cemetery Hill através do flanco esquerdo da União até Cemetery Ridge.

### Consequências
Após a retirada confederada em direção à Virgínia, Cemetery Hill foi ocupada, por várias semanas, por milicianos, que estabeleceu um acampamento de tendas no cume oriental. Seu papel era manter uma presença militar, proteger o campo de batalha da melhor forma possível de saqueadores e curiosos, recolher o restante dos apetrechos militares, tais como armas deixadas no campo, e fornecer mão de obra e serviços para os sobrecarregados hospitais.
Elizabeth Thorn, a esposa do guardião do Evergreen Cemetery, teve a responsabilidade de enterrar mais de 100 soldados recolhidos na região de Cemetery Hill (seu marido estava fora prestando o serviço militar). Apesar de estar grávida de seis meses, ela e seus pais idosos, auxiliados às vezes por mãos contratadas, cavou 105 sepulturas no calor do mês de julho.
Nos meses que se seguiram à batalha, Gettysburg advogado (e a tempo parcial agente do serviço de inteligência da União) David McConaughy conduziu esforços para à compra de partes de Cemetery Hill para a criação de um cemitério federal, onde a maioria dos soldados da União mortos (com exceção daqueles enterrados pela senhora Thorn no cemitério civil) pudessem ser transladados. Em novembro de 1863, o presidente Abraham Lincoln discursou na cerimônia de consagração para o novo Cemitério Nacional, mencionando "algumas observações apropriadas", que ficaram conhecidas como o Discurso de Gettysburg.

## Atualmente
Hoje, Cemetery Hill ainda tem dois cemitérios distintos, com o borough de Gettysburg mantendo Evergreen Cemetery, que permanece sendo o principal cemitério da cidade. O adjacente Cemitério Nacional foi ampliado para incluir os soldados de outras guerras, embora o original semi-circular cemitério da Guerra Civil continue a ser a peça central. Os edifícios do Centro de Visitantes do Serviço Nacional de Parques e do Ciclorama de Gettysburg, anteriormente em Cemetery Hill e Ridge ao longo da estrada Taneytown, já foram realocados para um novo local ao longo da Baltimore Pike. Os antigos edifícios estão destinados à demolição e a área será restaurado às condições de 1863. As áreas anteriormente livres nas encostas norte e oeste da colina estão agora em grande parte ocupadas por empresas relacionadas com o turismo (hotéis, restaurantes, lojas de presentes, agências de turismo do campo de batalha, museus privados, etc.). A importância militar das elevações não é tão evidente hoje uma vez que a visão do alto delas não é mais tão privilegiada, pois é bloqueada por esta expansão.
As estátuas equestres imponentes dos generais Oliver O. Howard e Winfield S. Hancock dominam o alto de Cemetery Hill Oriental.